# Saperda perforata
Saperda perforata là một loài bọ cánh cứng trong họ Cerambycidae.

## Hình ảnh

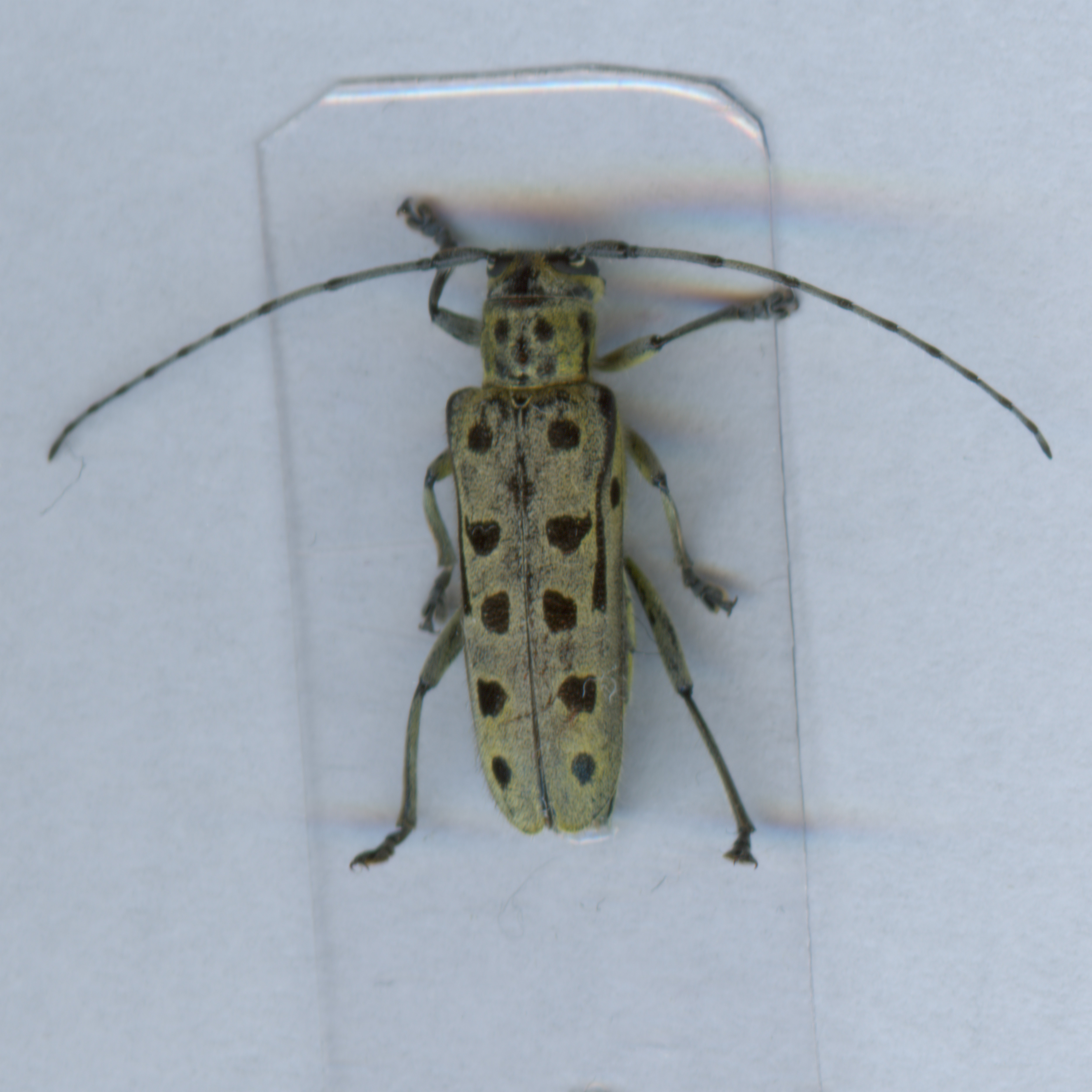
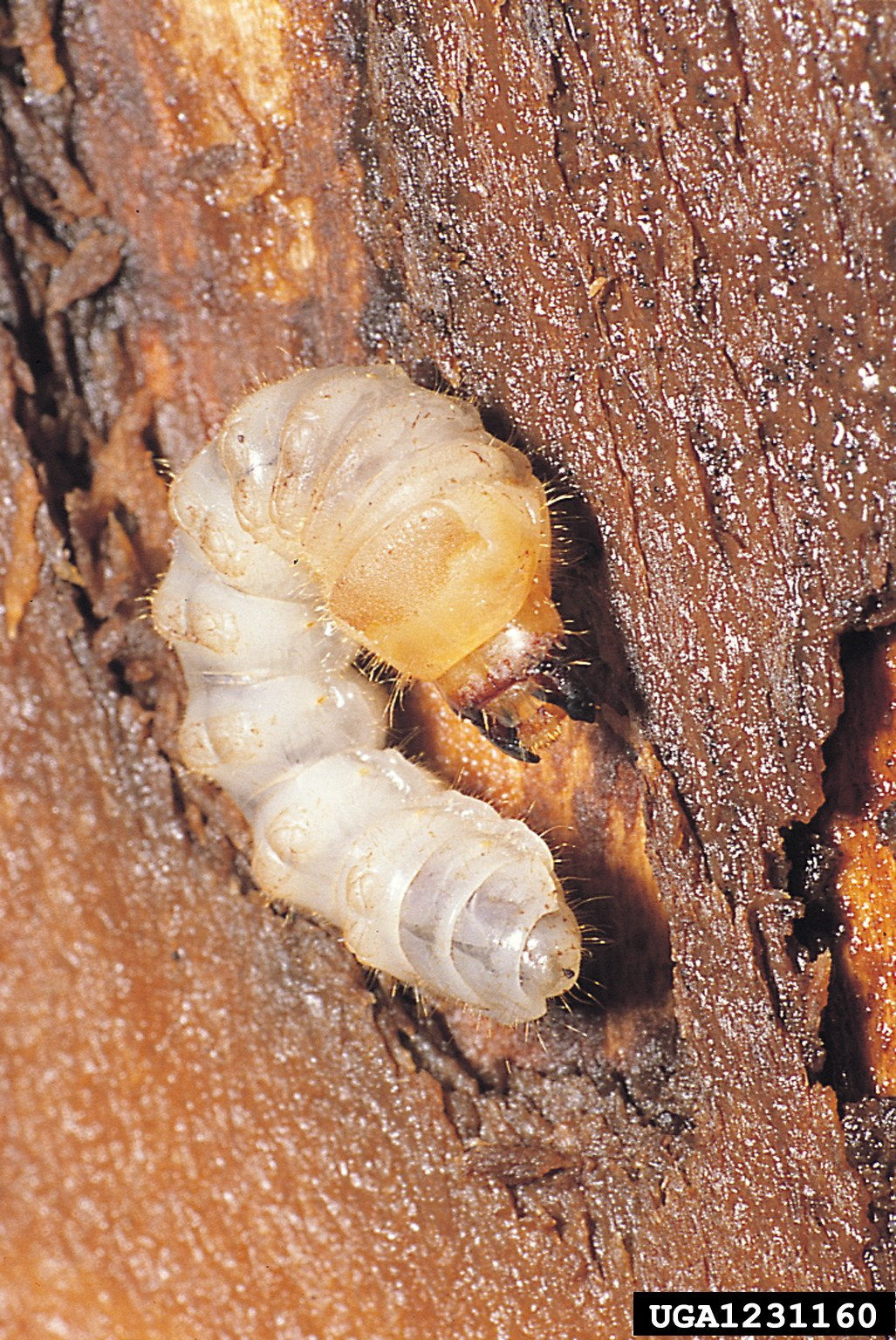
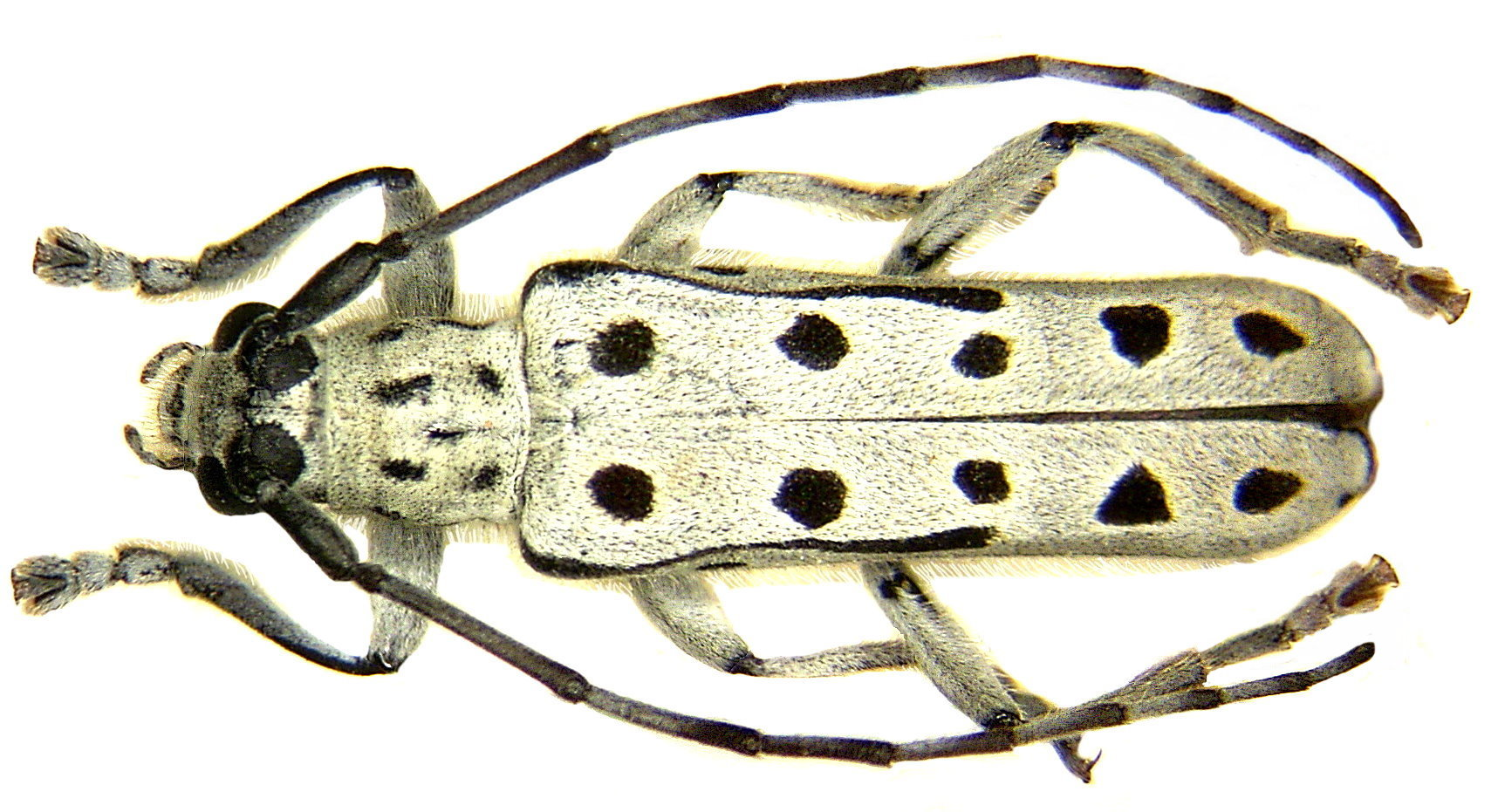
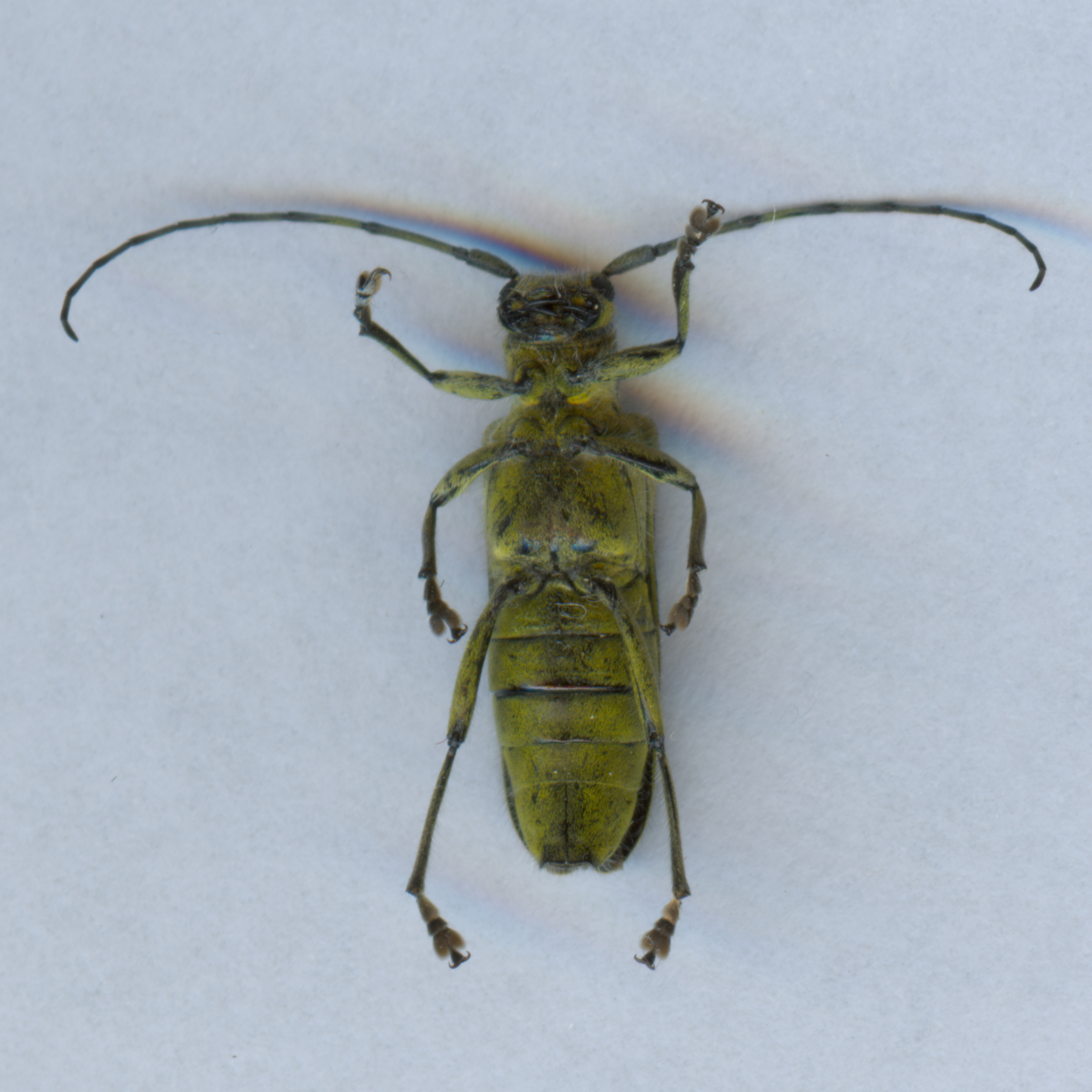